# Onthophagus cribripennis
Onthophagus cribripennis är en skalbaggsart som beskrevs av D'orbigny 1902. Onthophagus cribripennis ingår i släktet Onthophagus och familjen bladhorningar. Inga underarter finns listade i Catalogue of Life.